# Barbara Higbie
Barbara Higbie (nacida en 1958) es una pianista, compositora, violinista, cantautora y multi-instrumentista estadounidense. Ha participado en la grabación de 65 álbumes, incluyendo colaboraciones con el guitarrista Carlos Santana. 

## Carrera
Ha grabado discos con los sellos Windham Hill, Olivia/Second Wave y Slowbaby Records. Sus géneros varían entre el folk, jazz y pop, y destaca por sus melódicas ejecuciones de piano en el jazz. Ha realizado giras nacionales e internacionales desde la década de 1980. Grabó un álbum aclamado por la crítica junto a la cantante Teresa Trull llamado Unexpected en 1983. Higbie y Trull se reunieron de nuevo en 1997 para grabar un álbum titulado Playtime.  Desde 1990, Barbara Higbie ha publicado varios trabajos discográficos con los sellos Windham Hill y Slowbaby.
Nacida en Michigan y criada en Indiana, pasó varios años de su juventud en Ghana junto a su familia. En París, Francia, conoció al violinista Darol Anger y creó una fructífera colaboración musical. Juntos grabaron el álbum Tideline (1982), uno de los primeros álbumes exitosos de Windham Hill. Dos años después se reunieron con los músicos Mike Marshall, Todd Phillips y Andy Narrel para presentarse en el reputado Montreux Jazz Festival. El concierto fue considerado un éxito, llegando incluso a ser grabado y publicado en un álbum en vivo titulado Live at Montreux–Darol Anger/Barbara Higbie Quintet. Luego de grabar dos álbumes de estudio, Sign Language y Let Them Say, el grupo se separó. 
Barbara ha colaborado además con artistas y bandas como Bonnie Raitt, Terry Riley, The Kronos Quartet, Jaron Lanier, Cris Williamson, Holly Near, Teresa Trull y Ferron.

## Discografía parcial
Solista
- 1990 Signs of Life
- 1996 I Surrender
- 2001 Variations on a Happy Ending
- 2003 Barbara Higbie's Interpretation of Carole King
- 2005 Best of (1982–2000)
- 2007 Alive in Berkeley
- 2014 Scene From Live

Con Darol Anger
- 1982 Tideline
- 1984 Live at Montreux

Con Teresa Trull
- 1983 Unexpected
- 1998 Playtime